# Cliona
Cliona är ett släkte av svampdjur. Enligt Catalogue of Life ingår Cliona i familjen borrsvampar, men enligt Dyntaxa är tillhörigheten istället familjen Clionidae.

## Bildgalleri

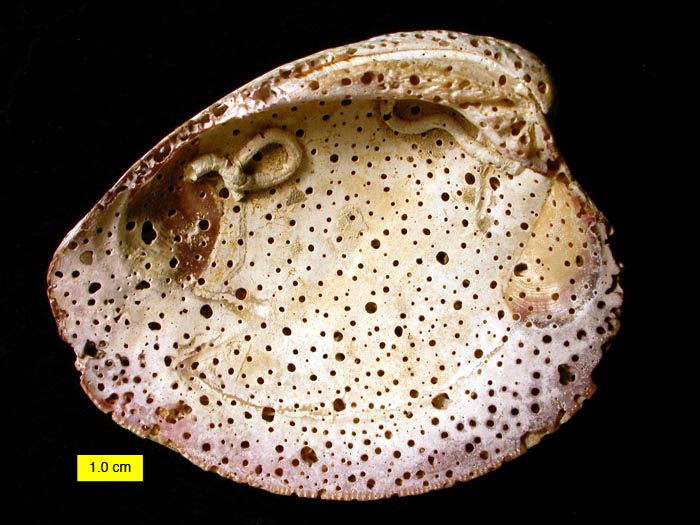
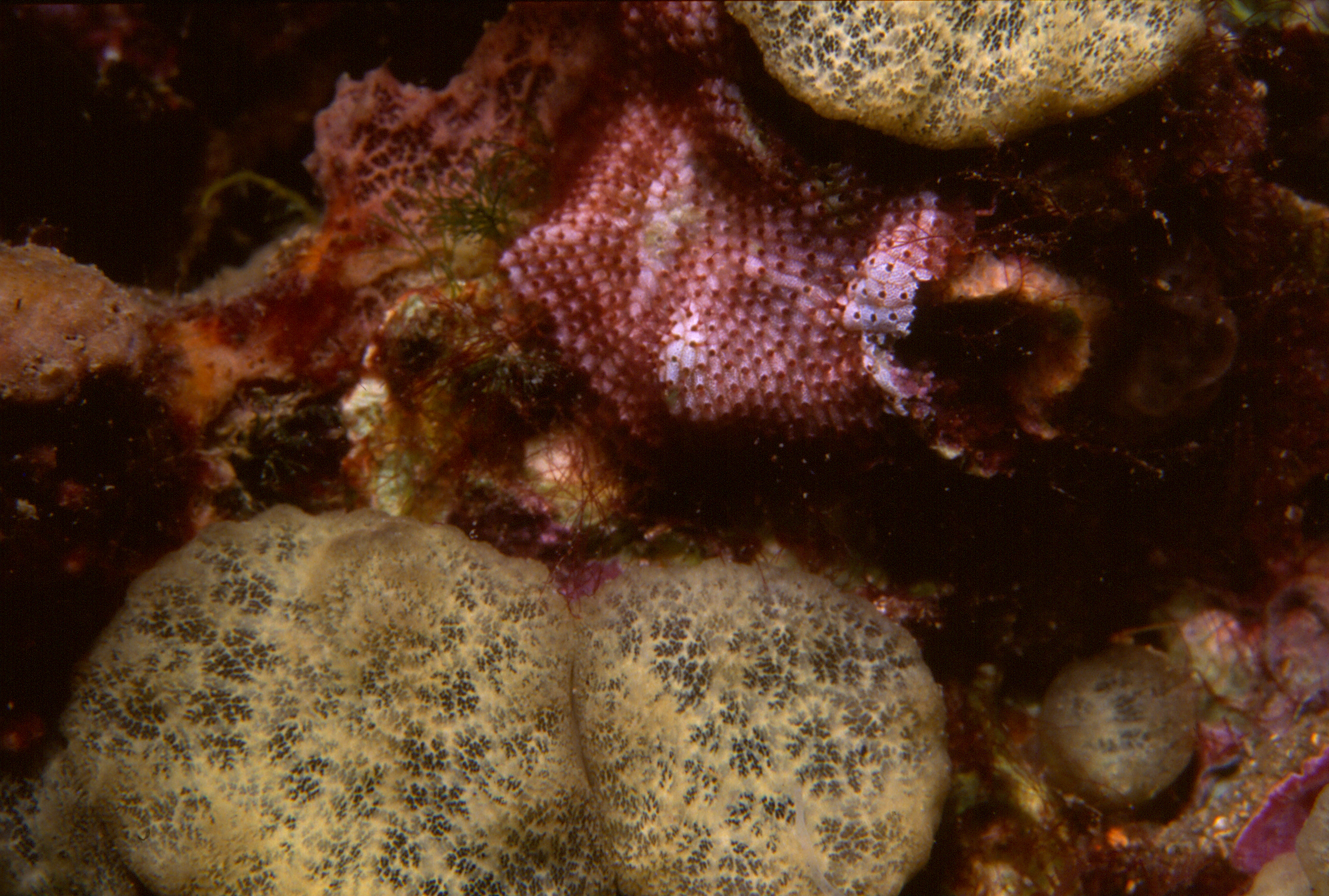

## Dottertaxa tillCliona, i alfabetisk ordning[1][2]
- Cliona aethiopicus
- Cliona albimarginata
- Cliona amplicavata
- Cliona annulifera
- Cliona aprica
- Cliona arenosa
- Cliona argus
- Cliona barbadensis
- Cliona burtoni
- Cliona caesia
- Cliona californiana
- Cliona caribbaea
- Cliona carteri
- Cliona celata
- Cliona chilensis
- Cliona delitrix
- Cliona desimoni
- Cliona dioryssa
- Cliona dissimilis
- Cliona diversityla
- Cliona dubbia
- Cliona duvernoysii
- Cliona ecaudis
- Cliona ensifera
- Cliona euryphylle
- Cliona favus
- Cliona flavifodina
- Cliona infrafoliata
- Cliona insidiosa
- Cliona janitrix
- Cliona johnstoni
- Cliona jullieni
- Cliona kempi
- Cliona labiata
- Cliona langae
- Cliona latens
- Cliona laticavicola
- Cliona lesueuri
- Cliona liangae
- Cliona lisa
- Cliona lobata
- Cliona macgeachii
- Cliona michelini
- Cliona microstrongylata
- Cliona millepunctata
- Cliona minuscula
- Cliona mucronata
- Cliona mussae
- Cliona nodulosa
- Cliona orientalis
- Cliona papillae
- Cliona parenzani
- Cliona patera
- Cliona paucispina
- Cliona peponacea
- Cliona phallica
- Cliona pocillopora
- Cliona radiata
- Cliona raphida
- Cliona raromicrosclera
- Cliona rhodensis
- Cliona rubra
- Cliona schmidti
- Cliona spissaspira
- Cliona strombi
- Cliona tenuis
- Cliona thoosina
- Cliona tinctoria
- Cliona topsenti
- Cliona tuberculosus
- Cliona undulatus
- Cliona utricularis
- Cliona valentis
- Cliona vallartense
- Cliona varians
- Cliona vermifera
- Cliona viridis